# Leucochrysa (Nodita) maronica
Leucochrysa (Nodita) maronica is een insect uit de familie van de gaasvliegen (Chrysopidae), die tot de orde netvleugeligen (Neuroptera) behoort. 
Leucochrysa (Nodita) maronica is voor het eerst wetenschappelijk beschreven door Navás in 1915.